# Aulohalaelurus labiosus
Aulohalaelurus labiosus is een vissensoort uit de familie van de Atelomycteridae. De wetenschappelijke naam van de soort is voor het eerst geldig gepubliceerd in 1905 door Waite.